# Teplý Vrch
Teplý Vrch (en hongrois : Meleghegy)  est une commune du district de Rimavská Sobota, dans la région de Banská Bystrica, en Slovaquie.

## Histoire
La première mention écrite du village date de 1301.

## Démographie

### Évolution de la population
| Année:               | 1994. | 2004.   | 2014.   | 2024.   |
| -------------------- | ----- | ------- | ------- | ------- |
| Nombre de personnes: | 296   | 305     | 279     | 304     |
| Différence:          |       | +3,04 % | -8,52 % | +8,96 % |

| Année:               | 2023. | 2024.   |
| -------------------- | ----- | ------- |
| Nombre de personnes: | 303   | 304     |
| Différence:          |       | +0,33 % |